# Le 66

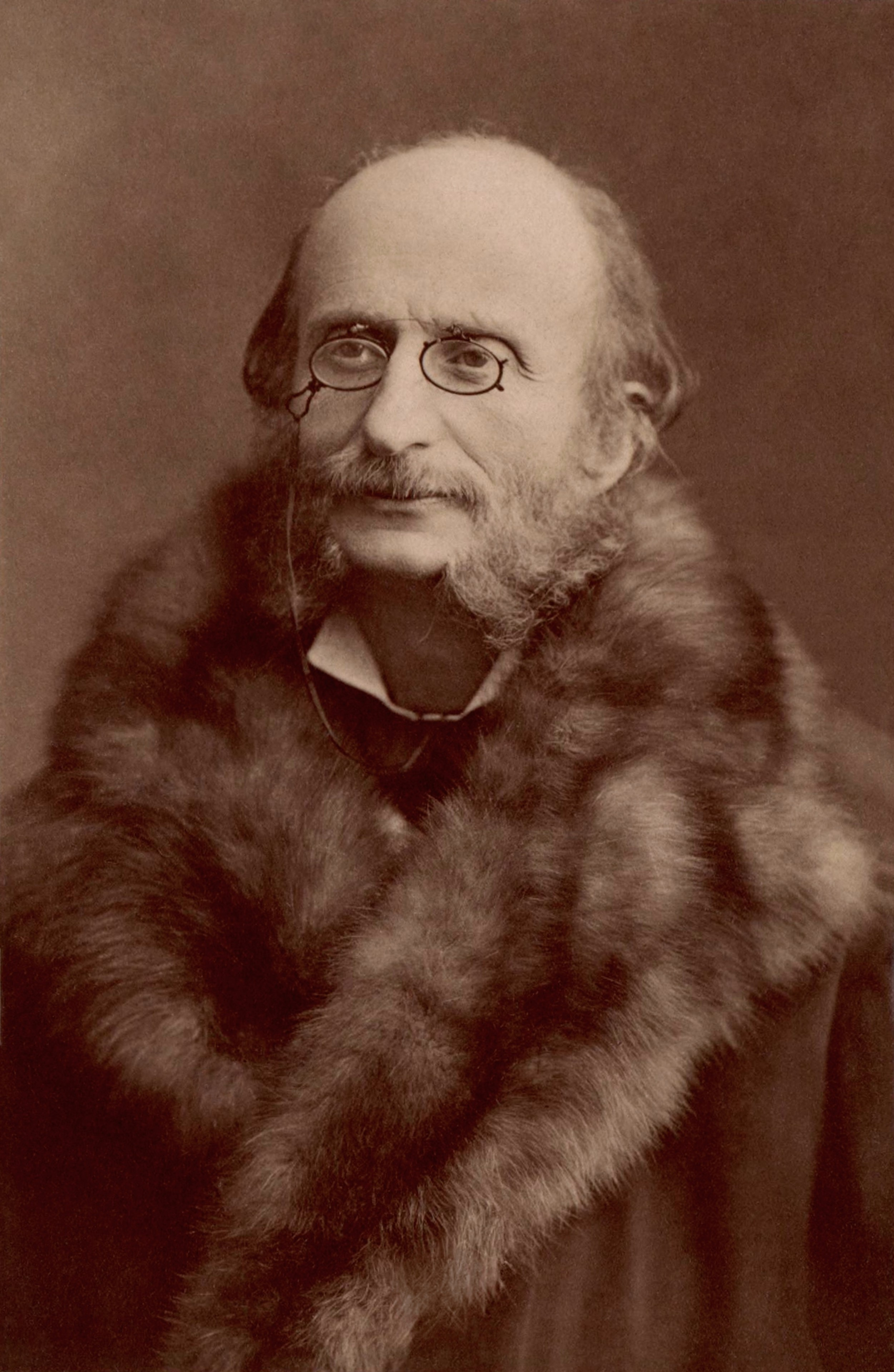
Jacques Offenbach

Le 66 är en operett i en akt med musik av Jacques Offenbach och libretto av Auguste Pittaud de Forges and Laurencin (Paul Aimé Chapelle).. Den hade premiär den 31 juli 1856 på Théâtre des Bouffes Parisiens i Paris. Gänzl beskriver verket som "i samma rustika linje" som Le Violoneux and Le Mariage aux lanternes".

## Historia
Le 66 var en av nio enaktare som sattes upp av Bouffes Parisiens det året. Operetten förblev i teaterns repertoar och sattes upp av dem i Wien 1862. Den hade redan spelats på Carltheater i samma stad 1859, sattes upp i Budapest 1860, och i London 1865 och 1876. 1894 fick den en nyuppsättning i Paris på Studio Bertrand tillsammans med Pépito.
Samtida kritiker prisade särskilt romansen, tyrolienne och kolportörens entrésång.
2019 framfördes Le 66 som en trippelföreställnig (med Samuel Barbers A Hand of Bridge och Peter Reynolds Sands of Time) vid "Grimeborn Festival" i London.

## Personer
| Roller                                        | Röststämma | Premiärbesättning 31 juli 1856 (Dirigent: Jacques Offenbach) |
| --------------------------------------------- | ---------- | ------------------------------------------------------------ |
| Frantz, en ung tyrolare, kringresande sångare | tenor      | Gerpré                                                       |
| Grittly, hans kusin, kringresande sångare     | sopran     | Maréschal                                                    |
| Joseph Berthold                               | baryton    | Guyot                                                        |

## Handling
På sin väg till Strasbourg kommer två hungriga sångare till utkanten av Stuttgart. Grittly har hört att hennes syster Madeleine är i fara efter att ha förlorat sin make och Grittly ger sig iväg för att hjälpa henne; Frantz har kommit med som sällskap. På vägen köper Frantz en lott. När de möter en kringresande handlare säger han att han har vinstlistan. Franzt lott nr 66 visar sig vara högsta vinsten på 100 000 floriner. Glad i hågen lånar Frantz pengarna av handlaren och går in i staden för att köpa groteskt fult kläder. Han börjar gräla med Grittly och de upptäcker att lottnumret i själva verket var 99. Men handlaren visar sig vara en rik släkting (och make till Grittlys syster). Han hade vara velat ge Frantz en lektion i faran med extravaganta kostnader.

## Musiknummer
- Inledning med duo utanför scenen with offstage duo
- Romance « En apprenant cette détresse » och Tyrolienne « Dans mon Tyrol »
- Air « Voilà le colporteur »
- Trio « Et maintenant lisez-nous ça »
- Couplets « C’était la compagne fidèle »
- Couplets « Cocasse ? moi »
- Trio « O ciel ! ô ciel ! »
- Final « Ah ! quel bonheur »